# Xian de Wuxiang
Le xian de Wuxiang (武乡县 ; pinyin : Wǔxiāng Xiàn) est un district administratif de la province du Shanxi en Chine. Il est placé sous la juridiction de la ville-préfecture de Changzhi.

## Démographie
La population du district était de 213 172 habitants en 1999. Elle était de 155 386 en 2020.